# Донуса

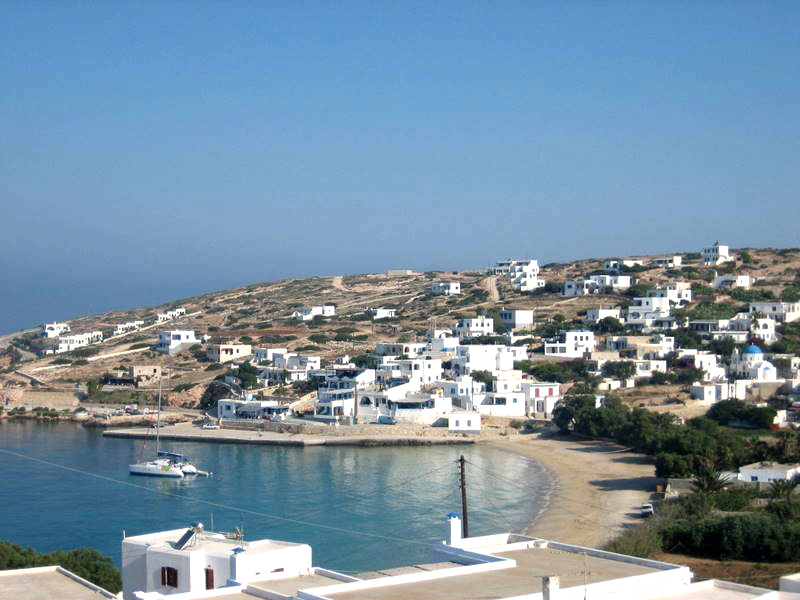
Деревня Донуса на одноимённом острове

Донуса (греч. Δονούσα) — остров в Эгейском море. Расположен в юго-восточной части архипелага Киклады, между Аморгосом и Наксосом, примерно в 15 км к востоку от острова Наксоса. Входит в группу небольших островов Малые Киклады. Площадь острова составляет 13,652 квадратного километра, протяженность береговой линии — 30 километров. Наивысшая точка — 363 м. Административно входит в общину Наксос и Малые Киклады в периферийной единице Наксос в периферии Южные Эгейские острова. Административный центр — одноимённая деревня на юго-западном побережье. Население острова 167 жителей по переписи 2011 года. В настоящее время основными занятиями жителей является сельское хозяйство. Развивается и сфера обслуживания туристов.
Остров обслуживается ежедневно круглый год судном «Скопелитис» (Σκοπελίτης), следующим по маршруту Аморгос — Донуса — Куфонисия — Схинуса — Ираклия — Наксос и обратно.

## История

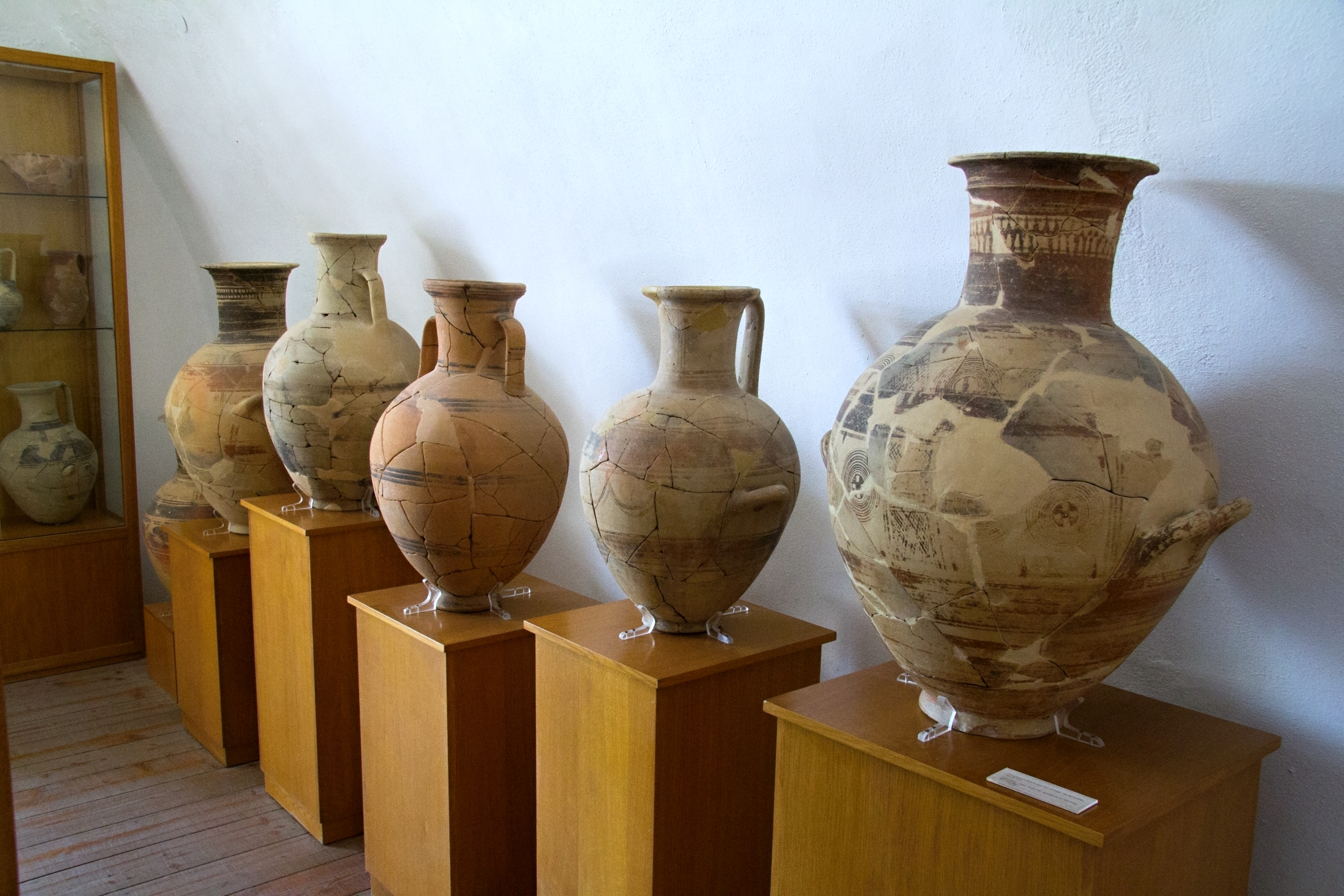
Вазы, найденные на Донусе. Геометрический период, 830—800 до н. э. Археологический музей Наксоса

На небольшом, из-за трудного доступа безлюдном пляже Вати-Лименари (Βαθύ Λιμενάρι) раскопки, начатые в 1968 году, показали важное поселение среднегеометрического периода Киклад, более древнего, чем геометрическое поселение Загора (Ζαγορά) на Андросе. По оценкам учёных, здания поселения геометрического периода на Донусе были построены на более древних зданиях кикладского периода. Найденные вазы связаны с родосской керамикой и, в широком смысле, с керамикой восточной Ионии, и представляют собой самую важную керамику среднегеометрического периода на Кикладах, которая была найдена до сих пор.

## Сообщество Донуса
В общинное сообщество Донуса входят четыре населённых пункта и пять островов. Население 167 жителей по переписи 2011 года. Площадь 13,75 квадратного километра.
| Населённый пункт        | Население (2011), человек |
| ----------------------- | ------------------------- |
| Айия-Параскеви (остров) | 0                         |
| Донуса                  | 141                       |
| Калотаритиса            | 2                         |
| Макарес (остров)        | 0                         |
| Махерес (остров)        | 0                         |
| Мерсини                 | 22                        |
| Скилонисио (остров)     | 0                         |
| Стронгили (остров)      | 0                         |
| Харавги                 | 2                         |

## Население
| Год  | Население, человек |
| ---- | ------------------ |
| 1991 | 107                |
| 2001 | 166                |
| 2011 | ↗ 167              |